# Жанаталап (Оренбургская область)
Жанаталап — село в Беляевском районе Оренбургской области в составе Беляевского сельсовета.

## География
Находится на расстоянии примерно 4 километров по прямой на восток-юго-восток от районного центра села Беляевка (Беляевский район).

## Климат
Климат континентальный с холодной часто малоснежной зимой и жарким, сухим летом. Средняя зимняя температура −15,8 °C; Средняя летняя температура +21,2 °C. Абсолютный минимум температур −44 °C. Абсолютный максимум температур +42 °C. Среднегодовое количество осадков составляет 320 мм.

## История
Аул был основан в 1904 году. В 1932 году был организован колхоз «Жанаталап», который в 1953 году влился в колхоз «Октябрь».

## Население
Постоянное население составляло 393 человека в 2002 году (казахи 71 %), 365 человек в 2010 году.